# Cadetti (atletica leggera)
La categoria cadetti (o cadette per le femmine), a livello internazionale denominata under 16, è una suddivisione dell'atletica leggera stabilita in base all'età dalla Federazione Italiana di Atletica Leggera (Fidal) e comprende tutti gli atleti che compiono 14 o 15 anni di età durante l'anno in corso.
Per il 2025 sono dunque cadetti in Italia tutti i tesserati con una società sportiva affiliata alla Fidal che sono nati nel 2010 e nel 2011.

## Discipline
A partire da questa età, si inizia a praticare anche il salto con l'asta, il salto triplo, il lancio del disco e il lancio del martello e, al posto del vortex, si comincia a utilizzare il giavellotto. La distanza più breve della velocità piana passa da 60 a 80 metri e fa la sua comparsa la resistenza veloce con la gara dei 300 metri, sia piani che a ostacoli.

## Migliori prestazioni italiane

### Maschili
Salvo specifiche indicazioni diverse, tutti i dati della sottostante tabella sono aggiornati al 18 marzo 2024.
| 100 hs (83,8 cm) 13"67 (+0,8 m/s) | Alto 1,89 m | Giavellotto (600 g) 48,94 m | Lungo 5,89 m (+0,3 m/s) | Disco (1,5 kg) 40,99 m | 1000 m 2'57"78 |

| 100 hs (83,8 cm) 13"89 (+1,1 m/s) | Alto 1,70 m | Giavellotto (600 g) 52,66 m | Lungo 6,13 m (+2,3 m/s) | 1 000 m 2'56"26 |

| 100 hs (83,8 cm) 13"4 m | Alto 2,06 m | Giavellotto (600 g) 39,82 m | 600 m 1'31"7 m |

| 100 hs (83,8 cm) 13"8 m | Alto 1,85 m | Peso (4 kg) 13,85 m | 600 m 1'28"0 m |

| 100 hs (83,8 cm) 13"5 m | Lungo 6,26 m | Giavellotto (600 g) 38,62 m | 600 m 1'27"7 m |

   Specialità inclusa nei campionati italiani FIDAL della categoria.

### Femminili
Salvo specifiche indicazioni diverse, tutti i dati della sottostante tabella sono aggiornati al 18 marzo 2024.
| 80 m hs (76,2 cm) 11"79 (+0,8 m/s) | Alto 1,62 m | Giavellotto (400 g) 36,39 m | Lungo 5,70 m (-0,9 m/s) | 600 m 1'40"94 |

| 80 m hs (76,2 cm) 11"9 m | Alto 1,50 m | Peso (3 kg) 10,54 m | 600 m 1'50"8 m |

| 80 m hs (76,2 cm) 12"1 m | Alto 1,67 m | Giavellotto (400 g) 34,06 m | 600 m 1'48"6 m |

| 80 m hs (76,2 cm) 12"3 m | Lungo 5,38 m | Giavellotto (400 g) 40,14 m | 600 m 1'36"9 m |

   Specialità inclusa nei campionati italiani FIDAL della categoria.